# El Real de la Jara
El Real de la Jara es una población y municipio español de la provincia de Sevilla, Andalucía. En el año 2016 contaba con 1575 habitantes. Su extensión superficial es de 160 km² y tiene una densidad de 10,42 hab/km². Se encuentra situada a una altitud de 465 m y a 72 km de la capital de provincia, Sevilla, con coordenadas geográficas 37° 57′ N, 6° 09′ O, en la parte más occidental de la Comarca de la Sierra Norte de la provincia de Sevilla, que es la zona más sureña del sistema geográfico de Sierra Morena, y forma parte del parque natural de la Sierra Norte de Sevilla.

## Historia

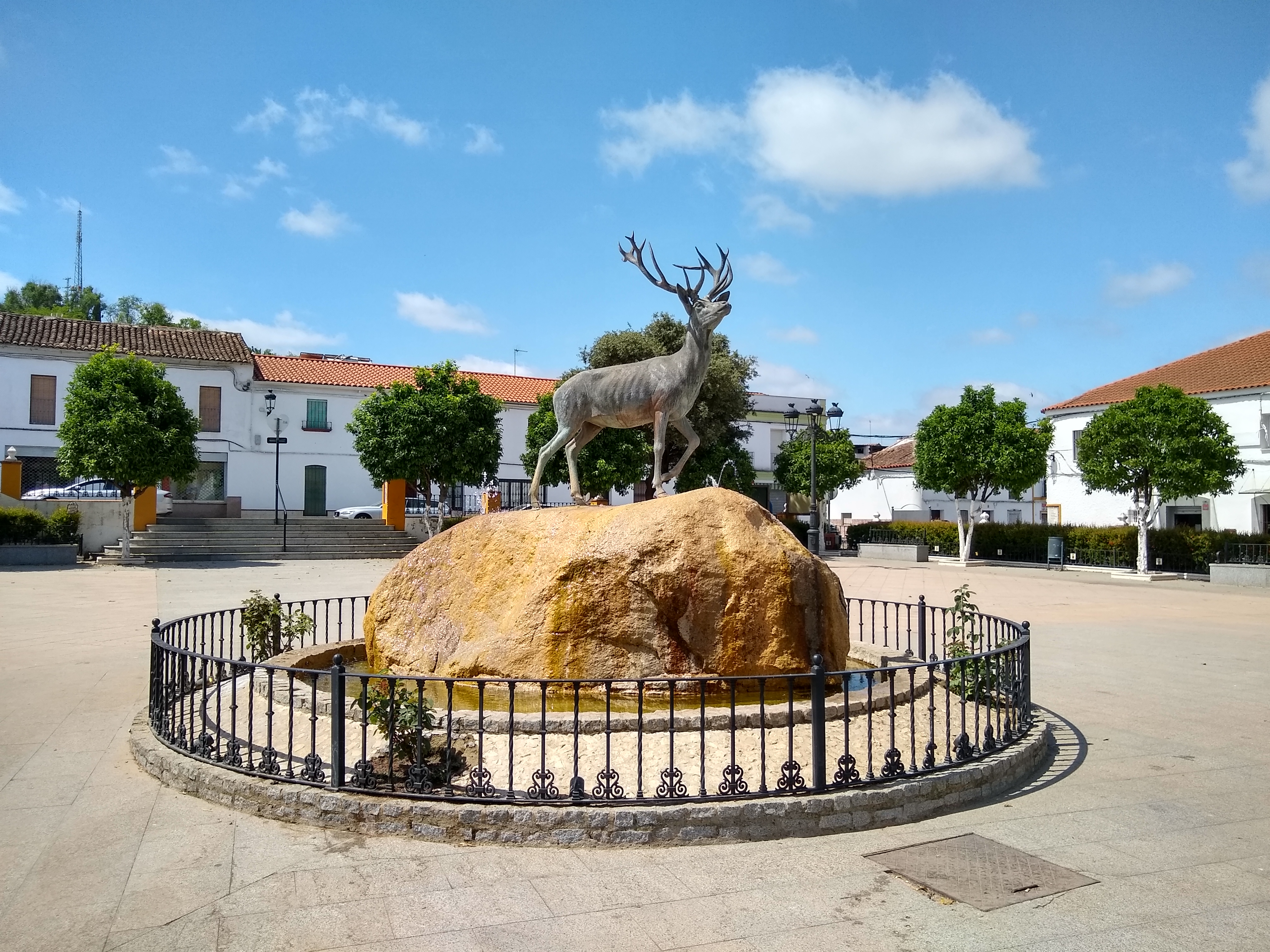
Estatua de bronce un ciervo realizada en 2009. Se encuentra en la plaza de Andalucía.

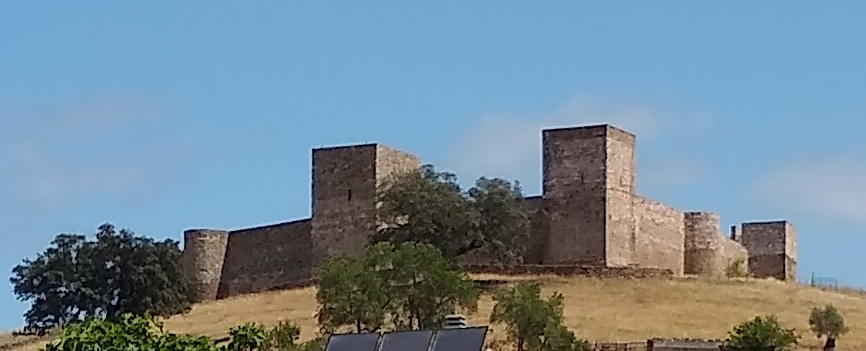
Castillo de El Real de la Jara.

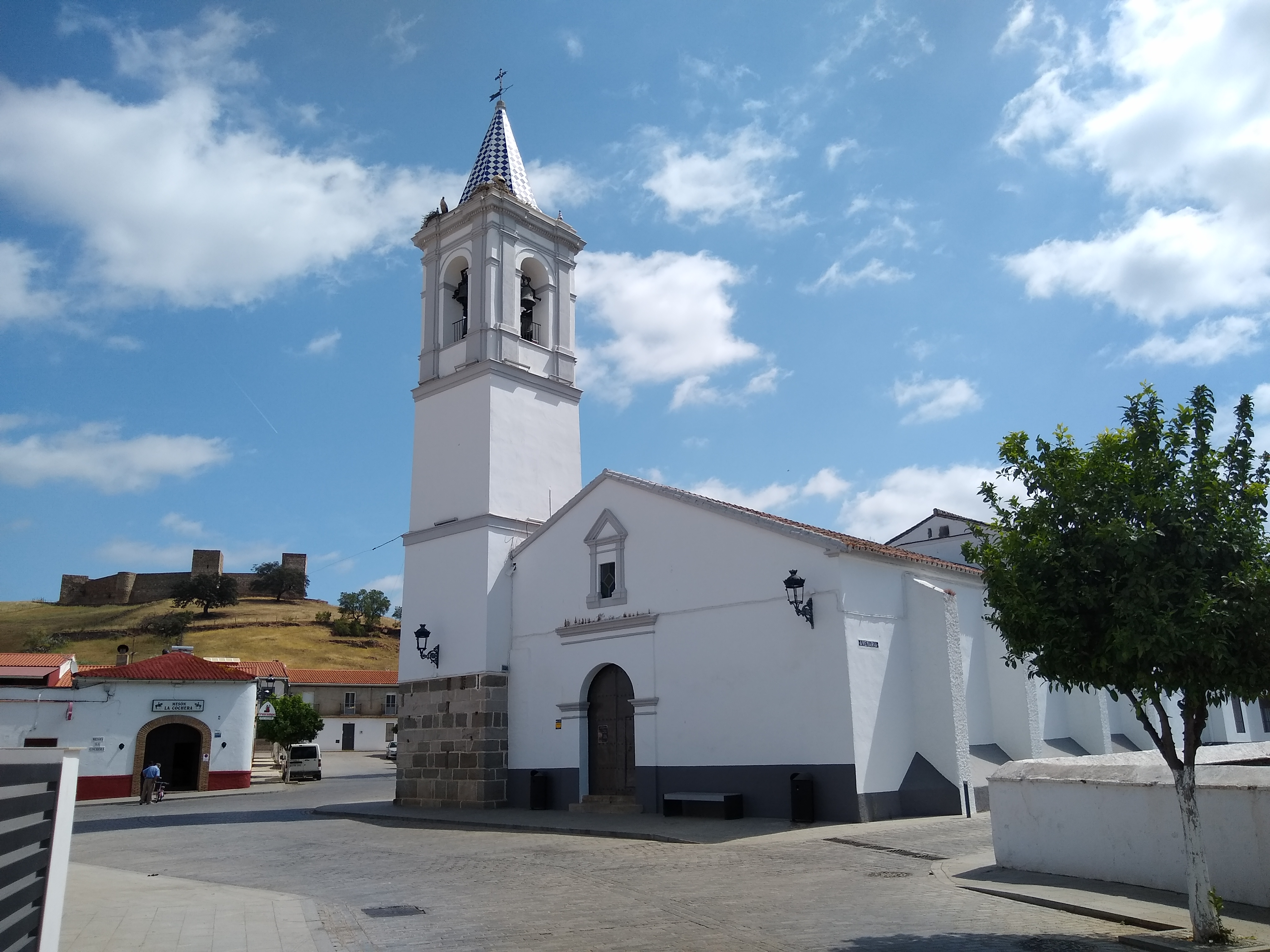
Iglesia de San Bartolomé.

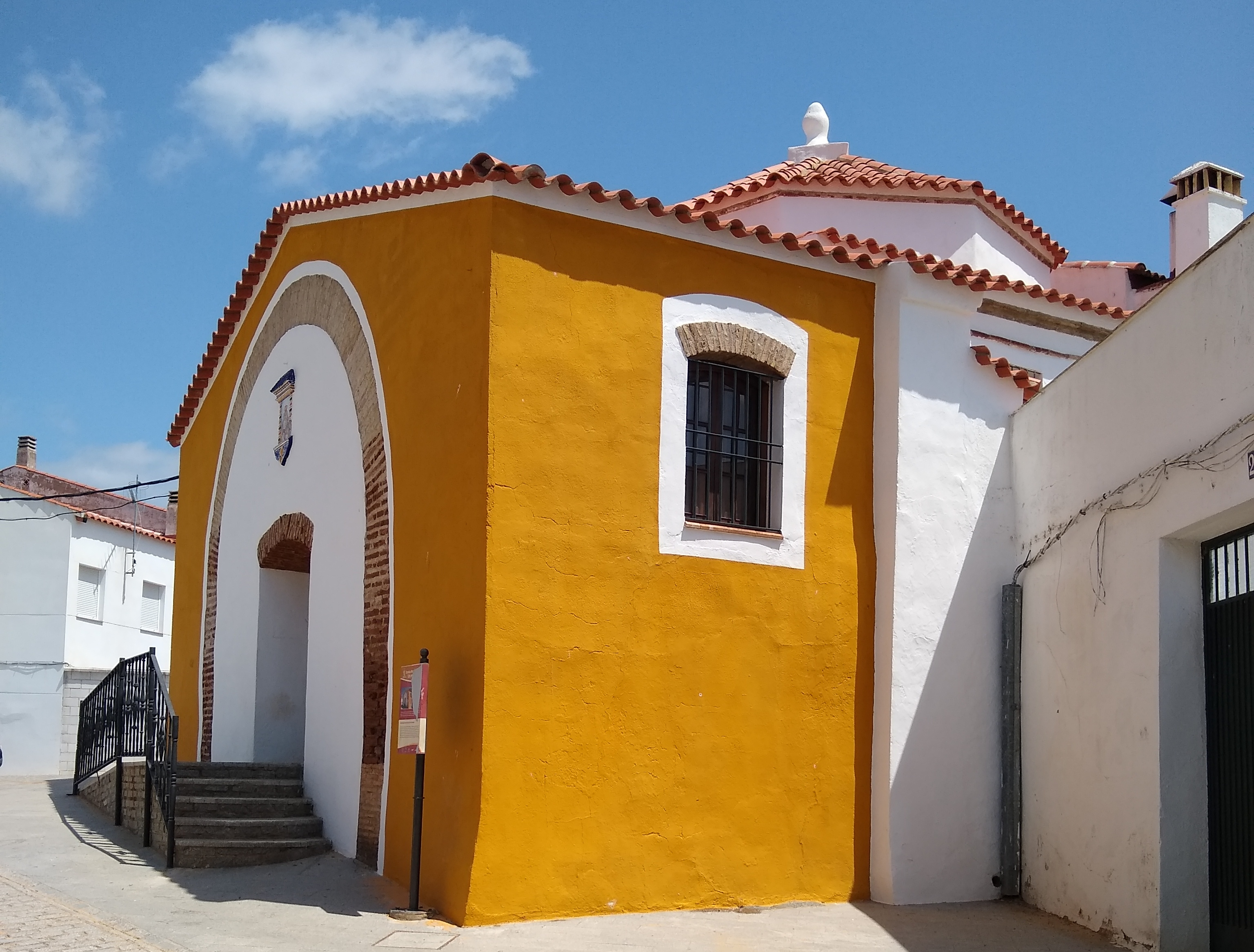
Ermita de los Remedios.

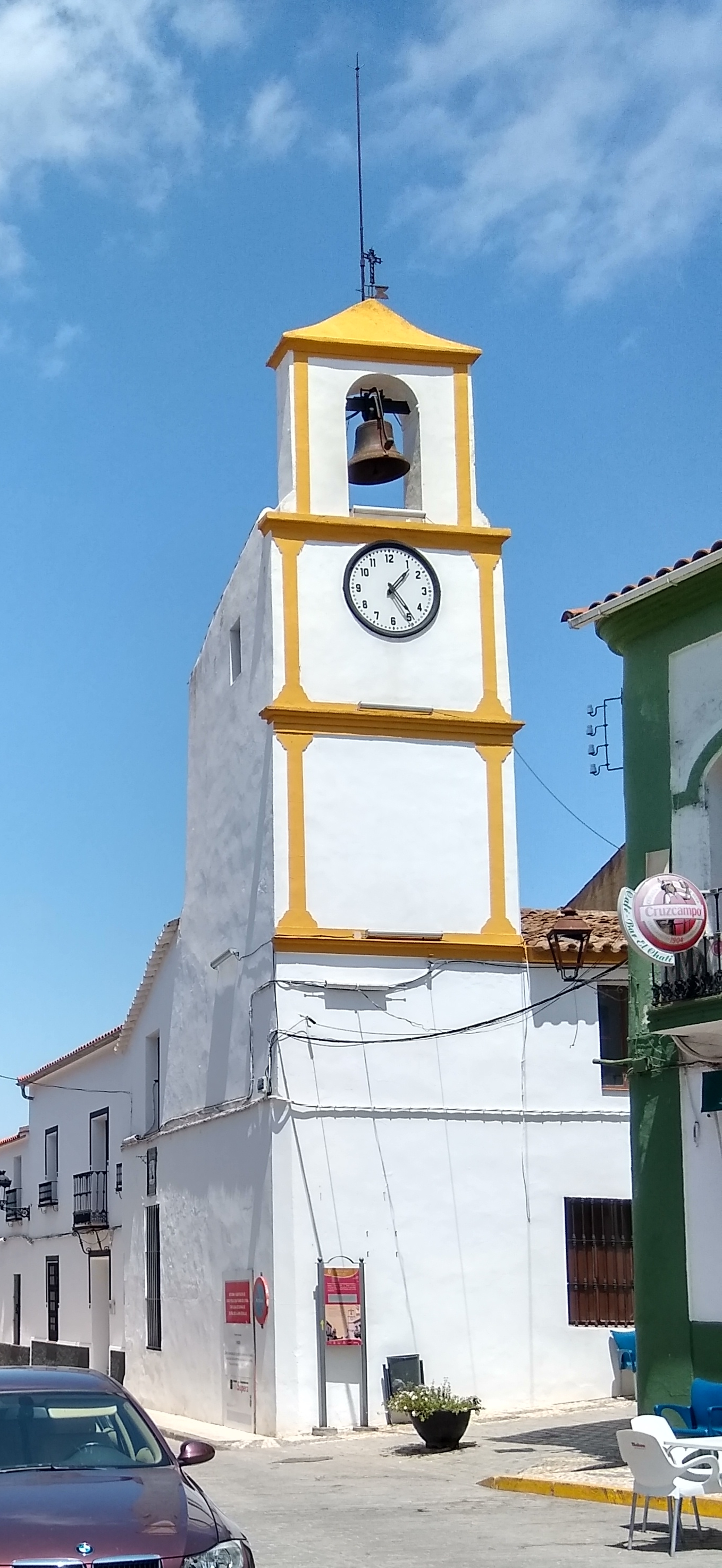
Torre del Reloj.

Atendiendo al nobiliario oficial vigente y a cronistas de la talla de Abelardo Silba Amador, El Real de la Jara «Es de remoto origen, conociéndose ya en tiempo de los romanos». Algunos escritores dicen que fue de las poblaciones de la antigua Tartesia, cuya fundación es atribuida al Rey Salomón. Despoblada durante la Dominación Goda, esta villa resurge en la época de los Almohades, gracias a los cuales alcanza gran notoriedad y desarrollo, pudiéndose emancipar así del Califato de Córdoba en el año 1148. Por entonces, los musulmanes denominan este emplazamiento con el nombre de «Xara», dado el espeso matorral que lo rodeaba.
Hacía el primer tercio del siglo XIII será conquistada y repoblada por los Caballeros de Santiago, a las órdenes de San Fernando, que lo pone bajo Sevilla. Se cuenta que estos soldados lograron vencer al ser guiados por un ciervo que les llevó hasta el centro más débil de la muralla del castillo. Un lugar que además acogió la acampada que realizó Alfonso XI, a mediados del siglo XIV, antes de emprender la Batalla del Salado. Un hecho que podía explicar el topónimo de «El Real», ya que los lugares que eran testigos de estas estancias reales, adquirían dicho privilegio. No obstante esto queda justificado cuando los Reyes Católicos agradecidos al pueblo de sus servicios le conceden Fuero Real, por su fidelidad en las disidencias civiles del siglo XV y por el envío de milicias concejiles en 1498 a la lucha contra los moros de Granada, dicho Fuero fue con dictado de Lealtad en 1498. Incluida junto a otras poblaciones en la lista de honor de las Cortes de Cádiz por tomar parte en las filas de la legión durante la Guerra de la Independencia, recibirá también de manos de Alfonso X «carta puebla» o «carta de franqueza».
A mediados del siglo XIX, el lugar contaba con una población censada de 230 habitantes. La localidad aparece descrita en el decimotercer volumen del Diccionario geográfico-estadístico-histórico de España y sus posesiones de Ultramar de Pascual Madoz de la siguiente manera:

REAL DE LA JARA: v. con ayunt, en la prov., dióc, aud. terr. y c. g. de Sevilla (12 leg.), part. jud. de Cazalla de la Sierra (7): sit. 1/2 leg. al E. de la ribera de Cala, en un valle resguardado por N. y S. de dos elevados cerros con clima húmedo, vientos N. y O., padeciéndose mas comunmente tercianas en el verano. Tiene 62 casas; una fuente de buena agua; pósito con fondos de 300 fan. de trigo en deudas; igl. parr. (San Bartolomé) curato de entrada; una ermita dedicada á la Virgen de los Remedios, y cementerio á 400 pasos de la pobl. Confina el térm., que es muy estenso, N. con el de Monasterio (prov. de Huelva); E. con el de Cazalla; S. con el de Almadén de Plata y el del Castillo de las Guardas, y O. con el de Sta. Olalla (Huelva). El terreno es áspero y montuoso, como que se estienden hasta él las ramificaciones de Siena Morena, poblado de encinas y alcornoques, poco productivo, pues para poderlo sembrar es menester que crie monte y rozarlo y quemarlo á los 20 años. La rivera de Cala que separa este térm. del de Sta. Olalla, va á parar á la de Huelva, y la de Viar que forma el limite con el de Cazalla, desagua en el Guadalquivir, teniendo ambas su curso de N. á S. Los caminos son locales de herradura y ásperos como de sierra: la correspondencia se recibe de la cap. por conductor tres veces á la semana. prod.: trigo y alguna otra semilla y miel, mucho pasto para ganado cabrío que se cría en grande abundancia, asi como el vacuno y caza de conejos, perdices y ciervos. ind.: la agrícola, un molino harinero. pobl.: 55 vec., 230 alm. cap. prod.: para contribuciones directas 256,600 rs., producto 7,698; para indirectas 237,767, producto 7,133. contr.: 6,614 rs.
(Madoz, 1849, p. 379)

Respecto a su primer escudo, decir que fue realizado por Manuel San José a principios del siglo XX, con un tamaño de 50x65 cm, costó veinte pesetas y actualmente se encuentra en el Ayuntamiento. En su parte superior contiene una ampliación del sello municipal, mientras que en la inferior muestra un historial cuyo texto dice «Armas e Historial de la Muy Leal Real de la Jara».

## Antecedentes heráldicos
Según versión municipal, el Ayuntamiento ha estado usando un escudo de armas autorizado por el Ministerio de Gracia y Justicia en 1899, cuya descripción es la siguiente: «Medio partido y cortado. Primero de oro con una cruz de Santiago de gules; segundo de azur con una muralla de plata y ente ella un ciervo al natural sobre terraza de tierra y una brena a cada lado». Sin embargo, esta descripción no corresponde al escudo que se utiliza en la actualidad en lo que respecta a su número de cuarteles, a disposición de los mismos y a los elementos que los componen. Todo ello sin citar su incorrecta tipología e improcedente timbre, los lambrequines que lo adornan exteriormente, el color no heráldico del segundo cuartel, el incumplimiento de la normativa que prohíbe poner color sobre color y la inexistente justificación del por qué el ciervo mira hacia la izquierda del escudo, lo que en Heráldica es señal de bastardía. Por consiguiente y pese a su acertado simbolismo histórico, la rehabilitación de este escudo es totalmente necesaria.

### Simbología
La simbología de este blasón se fundamenta en los hechos siguientes: la cruz de Santiago figura por ser los caballeros de dicha Real Orden los que conquistaron y repoblaron y a los que fue cedida por Fernando III el Santo para su guardia y custodia; el castillo como evocación del que se conserva en su término municipal y el ciervo ante la muralla, en recuerdo de la bella leyenda que narra como un animal de esa especie condujo a las huestes cristianas por un lugar que permitió arrebatar a los moros el castillo que defendía el pueblo. Este hecho, adjudicado por la creencia popular a la intervención divina, quedó perpetuado en el blasón concejil. Por todo lo expuesto, está justificado que las tradicionales armas aceptadas originalmente para el escudo municipal de El Real de la Jara se conserven y total fidelidad y tan sólo se proceda a la organización de su blasón de acuerdo con lo que disponen las reglas de la Heráldica.

### Conclusiones
Por todo lo expuesto se propone organizar el escudo de armas de El Real de la Jara de la forma siguiente: Escudo español medio cortado y partido. Primero de plata con una cruz de Santiago de gules; segundo de azur con un castillo de oro mazonado de sable y aclarado de gules; tercero de sinople y terrazado de tierra con un lienzo de muralla de plata y un ciervo acostado de dos arbustos de sinople. Bordadura de oro con la siguiente divisa en sable: «Real es por su lealtad. Al timbre, corona real antigua o medieval».

### La bandera
No posee el Ayuntamiento de El Real de la Jara antecedente vexilológico alguno, por lo que procede a la adopción de la bandera que le ha de representar de aquí en adelante. Al respecto, como es habitual, elegir para sus colores algunos de los que figuran en su escudo de armas respetando una vieja costumbre de las casas nobiliarias, queda organizada de la forma siguiente:
Bandera rectangular de 1,80 m de larga y 1,30 m de alto, de color verde cruzada desde el ángulo superior derecho al ángulo inferior izquierdo por una franja diagonal de color blanco de 50 cm de ancho. En ésta, centrado y sobrepuesto, el escudo municipal.

## Demografía
Cuenta con una población de 1531 habitantes (INE 2024).
| Gráfica de evolución demográfica de El Real de la Jara entre 1842 y 2021                                              |
| |
| Población de derecho según los censos de población del INE. Población de hecho según los censos de población del INE. |

| 1 761                     | 1 752 | 1 742 | 1 706 | 1 698 | 1 655 | 1 623 | 1 599 | 1 614 | ¿? |
| (Fuente: INE [Consultar]) |       |       |       |       |       |       |       |       |    |

## Economía

### Evolución de la deuda viva municipal
| Gráfica de evolución de Deuda viva del Ayuntamiento de Real de la Jara (El) entre 2008 y 2019                                |
| |
| Deuda viva del Ayuntamiento de Real de la Jara (El) en miles de Euros según datos del Ministerio de Hacienda y Ad. Públicas. |

## Perfil socioeconómico
El Real de la Jara cuenta con una población media que ronda habitualmente los 1700 habitantes. La población vive principalmente de la ganadería, aunque predomina la cría del cerdo ibérico de bellota; también destacan otras especies como la vacuna, lanar y caprina, a partir de las cuales se levantan industrias como: queso, leche, carne, chacina, etc. Además, el corcho y la miel, junto a otros recursos autóctonos, son productos muy rentables en esta zona. Por lo demás, este pueblo cuenta también con una importante oferta de suelo industrial, contando con dos polígonos: «La Encina» y «La Espardilla».

## Monumentos
- Castillo Medieval: obra cristiana que fue importante núcleo defensivo a lo largo del Edad Media. Construido en un momento avanzado del siglo XIV, es de estilo mudéjar, y de él se conserva la base de su muralla completa, recientemente restaurada. En su mayor parte, este recinto fortificado fue levantado en mampostería (acceso libre).

- Castillo de las Torres: castillejo cristiano, datará de los siglos XIII o XIV. De planta cuadrangular, fue reforzado con el tiempo con dos torreones en las esquinas que justifican su onomástico de «Las Torres del Real». Situado en término de Monesterio,[5] provincia de Badajoz, pero a escasa distancia del núcleo urbano de El Real de la Jara, fue estructurado para el apoyo y la protección de los viandantes de entonces (acceso libre).

- Iglesia de San Bartolomé: de estilo mudéjar, y cuya estructura original data del siglo XV, corresponde al tipo serrano de arcos transversales. Presenta tres naves con cubiertas modernas y capilla mayor con bóvedas de nervaduras. En su interior hay obras del siglo XIII, entre ellas el cuadro de «Las Ánimas» atribuido a Francisco de Zurbarán (visitable en horas de culto, en la plaza de San Bartolomé).

- Ermita de los Remedios: antigua ermita cristiana que en sus orígenes pudo ser una mezquita árabe de la que se conservaría el Mihrab. La escuela taller El Realejo ha llevado a cabo en ella las labores de restauración, después de que dejara de servir como depósito carcelario (calle Cervantes, s/n).

- Plaza de toros: construcción del siglo XIX de estilo sevillano. Ha sido restaurada.

- Capilla de San Antonio: levantada en el año 1999, gracias a la colaboración de los vecinos del pueblo, esta pequeña construcción de ladrillo visto está situado en la zona de acampada de la Ribera del Cala. En su interior guarda una imagen de San Antonio.

## Lugares de interés
- Museo de Ciencias Naturales: contiene una importante muestra de restos arqueológicos extraídos en diferentes excavaciones del Castillo, así como interesantes hallazgos particulares. También podemos encontrar una variada colección de animales autóctonos de la zona, disecados por el taxidermista de la localidad Rafael Díaz (calle Cervantes, s/n. Torre del Reloj).

- Casa complejo cultural Miguel de Cervantes: salón acondicionado para actos culturales, conferencias y teatro. Hogar del Pensionista (avenida del 28 de Febrero, 37).

- Mirador Cerro del Ejido: situado dentro del núcleo urbano, junto al depósito el agua, desde el mismo podemos contemplar una amplia y agradable vista de todo el municipio.

- Mirador de La Loba: dentro del término municipal de El Real de la Jara, pero en la carretera que llega hasta Cazalla de la Sierra, este punto permite divisar la Sierra Padrona, y su pico, el más alto de la provincia de Sevilla.

- Collado de la Sal y Sierra Padrona: dos hermosos lugares de esta serranía, para contemplar amplias visitas panorámicas.

- Ribera del Cala: establece la frontera entre la provincia de Sevilla y Huelva. Este espacio natural se ha enriquecido gracias a las labores de limpieza y reforestación. En la actualidad dispone de una amplia zona de acampada, merenderos y otras instalaciones.

- El Pantano del Batrocal.

- Embalse de El Pintado.

## Gastronomía
En El Real de la Jara se puede disfrutar de todas las chacinas y productos derivados del cerdo ibérico, con la especialidad del «Guarrino frito» y el «Caldillo» de matanza. Además de todos los animales de caza como carne de venado, conejo, jabalí, etc. y de suculentos revueltos de setas de la zona.
También hay una importante industria quesera. En la repostería destacan los dulces caseros hechos con harina, miel o azúcar. Son famosas las virutas realeñas y los buñuelos de viento, además de otros pasteles como flores, madejitas, piñonates, roscos, etc.

## Rutas turísticas
- Ruta de la Ribera del Cala

Distancia: 11 km
Duración: 3 horas y media
Dificultad: media
Punto de partida: plaza de San Bartolomé
Punto de llegada: calle Murillo
Esta ruta comienza en el carril situado a la izquierda de la iglesia. Al iniciarla, encontramos a la derecha el cortijo le «Valverde». Más adelante, y sin dejar el camino, llegamos al barranco del Rodeo, el cual llegan las aguas depuradas de la planta. A él se une por la derecha el barranco de las Torres. Sin cruzar el puente, seguimos el arroyo por su margen izquierdo, por una pequeña vereda que apenas se aprecia en el camino, hasta llegar al puente de la Rivera del Cala, situado al límite de las provincias de Sevilla y Huelva. A unos 50 m del puente y dirección El Real encontramos un carril a la derecha, que nos llevará a otra planta depuradora, a nuestra derecha, por el margen que andamos ahora existe una amplia zona de acampada y recreo, con servicios, barbacoa y otras instalaciones. En la otra orilla de la Rivera, ya en el término de Santa Olalla (Huelva), veremos la ermita de Santa Eulalia. Desde aquí, seguiremos río abajo hasta llegar, sin pérdida, a un lugar donde observamos cómo se embalsa el río, denominado por los habitantes del municipio «reculaje» del pantano. Una vez allí, continuamos su curso por la izquierda de la rivera hasta llegar a la presa, de la que sale un camino que nos lleva directamente hasta el pueblo (debiendo abrir obligatoriamente una cancela y pasar a unos 900 m por la casa del Batrocal). El camino que nos queda por recorrer es todo recto y finalizará en la calle Murillo.
- Ruta del Pantano o Batrocal

Distancia: 10 km ida y vuelta
Duración: 2 horas y media
Dificultad: baja
Punto de partida y llegada: C. Murillo
El sendero comienza al final de la calle Murillo. Desde los primeros momentos de la ruta vemos a la izquierda el cortillo «Santa Maria Magdalena», o más conocido entre los habitantes del municipio como Los Aguados. Construcción totalmente atípica en la zona, con una edificación en cuatro plantas, visible desde bastantes puntos del pueblo. A la derecha, a la derecha un huerto y el polígono industrial La Encina. En el horizonte también se puede contemplar la localidad de Santa Olalla del Cala, con su castillo en la parte superior. Tras andar unos 900 m en dirección sur por esta ruta, encontramos una bifurcación que da dos alternativas para continuar su recorrido: la izquierda conduce a la presa y la derecha al reculaje del pantano. Seguimos el camino de la derecha y continuamos andando hasta encontrarnos con la cancela y finca «La Casa del Batrocal», que dejaremos a nuestra izquierda. Desde aquí, caminamos 800 m y giramos nuevamente a la izquierda desde donde nos quedan tan sólo 500 m para llegar a la Ribera del Cala, límite con el término municipal de Santa Olalla del Cala (Huelva).
- Ruta del Castillo

Distancia: 1 km
Duración: 25 minutos (ida y vuelta)
Dificultad: Baja
Punto de partida y llegada: C. Real
El castillo es uno de los puntos turísticos de mayor interés del municipio, cuya construcción data de finales del siglo XIV. La ruta comienza en la Casa Cuartel de la Guardia Civil y es bastante semilla. Con sólo tomar este camino y después de una fuerte subida, giramos a la izquierda y encontramos este monumento desde el que se ve una maravillosa panorámica del pueblo. Frente a él, «Mirador de El Ejido» y a la derecha, el castillo de Santa Olalla del Cala (Huelva). A nuestra espalda quedará el Castillo de las Torres que pertenece al término municipal de Monesterio (Badajoz).
- Ruta del Sendero de la Lobera

Distancia: 13,5 km
Duración: 4 horas y media
Dificultad: baja-media
Punto de partida: C. Santa María
Punto de llegada: Carril de Montecarlo
La salida parte del final de la calle Santa María dirección La Hoya de Santa María. Descendemos por este camino hasta cruzar un barranco, denominado «Barranco de la Umbría de los Pinos». Pasados un par de kilómetros, nos encontramos con el arroyo a nuestra izquierda y, andando dos kilómetros más, tomaremos una bifurcación a la derecha donde abriremos una cancela que nos dará paso a la «Lobera Alta» y «Lobera Baja» siguiendo ahora un nuevo arroyo, pero esta vez dejándolo a nuestra derecha. Al paso de este camino pedregoso, nos encontramos a la derecha del mismo y con el siguiente orden, un pozo cerrado con una tapa metálica, unas majadas y las ruinas de un pequeño puente fechado a mediados del siglo XX. Continuando la ruta y después de pasar por cuatro propiedades, tres a la izquierda denominadas «Lobera Baja», y un a la derecha denominada «Lobera Alta», nos encontramos con una nueva cancela que tendremos que abrir, situada a unos 100 m aproximadamente de la carretera de Cazalla de la Sierra. Por ella salimos al kilómetro 4,5 de la misma. A partir de aquí, tomamos la carretera hacia la derecha, abandonando el carril, en dirección El Real de la Jara. Tras un kilómetro de ascenso nos adentramos en un nuevo carril de arena, conocido como «Carril de Montecarlo», hasta llegar a la finca La Mina. Al final de este, encontramos la carretera que va de El Real a Almadén de la Plata. Giramos a la derecha y descendiendo unos 500 m llegamos a El Real de la Jara por la calle La Paz.
- Ruta del barranco de las Torres

Distancia: 2 km (ida y vuelta)
Duración: 35 minutos
Dificultad: baja
Punto de partida y llegada: calle de José Mª Pedrero
Al comienzo de esta ruta en la calle José Ma. Pedrero encontramos a la izquierda, el cortijo de «Valverde» y una vista general del pueblo, mientras que a la derecha podemos observar el castillo de El Real de la Jara. Al llegar a la parte más alta del camino, comenzamos a descender por una prolongada pendiente que continúa hasta la confluencia de los arroyos de «La Víbora» y de la «Umbría de los Pinos», más conocido estos dos como el «Barranco de las Torres». Al frente de éste, podemos observar las ruinas de un pequeño castillo con cuatro torres, perteneciente al término municipal de Monesterio (Badajoz).
- Ruta de la Buitrera y de la Santa

Distancia: 17 km (ida y vuelta)
Duración: 6 horas y media
Punto de partida y llegada: Collado de la Sal. km 15,5
Esta ruta comienza en el municipio de El Real de la Jara, concretamente tomando el desvío que hay a la izquierda, en el kilómetro 4 de la carretera que llega hasta Almadén de la Plata (dirección Cazalla de la Sierra). Exactamente, es en el kilómetro 15,5 de esta nueva vía donde se inicia el recorrido. Nos encontramos ahora en la portada de la finca «La Garganta», siguiendo este mimo camino, tendremos la primera vista del embalse de El Pintado y tras recorrer 1300 m llegamos al primer cruce en el que tomaremos el carril de la derecha. Aquí abrimos una cancela verde y descendemos otros 1300 m hasta llegar a un segundo cruce donde giramos hacia la izquierda. Este carril nos lleva hasta el cortijo «La Garganta», al que dejaremos a la izquierda para tomar nosotros el camino hacia la derecha. Aquí tenemos que abrir una nueva cancela que hay junto un almendro. A su paso vemos un olivar a la derecha y una casa en ruinas a la izquierda. A continuación encontramos un nogal junto a un arroyo que cruzamos y a unos 600 m abrimos una nueva cancela con un cartel que nos indica «La Santa». Seguidamente, 1 km de ascenso y llegamos a otra cancela que se sitúa en el punto más alto del recorrido, desde la que se ve una impresionante vista del embalse de El Pintado. Descendemos 1700 m y llegamos a una cancela electrificada desde la que se pueden ver las primeras vistas de la buitrera. Descendiendo 1 km más, llegamos a un gran eucalipto situado en el entrada de la buitrera junto al cortijo de «El Madroño», desde donde cogeremos el camino de la izquierda (pasando por delante de la puerta del cortijo) para a tan sólo 200 m después llegar a una colina que nos ofrece una fascinante vista de la Garganta del río Viar y de las Buitreras.
Si queremos tomar la ruta de La Santa, cogeremos el camino que parte desde el eucalipto a la derecha, encontrándonos al paso con las ruinas de una casa (a la izquierda) y las de otra bien acicalada con un porche de naranjos (a la derecha). Desde aquí, continuamos por el carril para abrir una nueva cancela, situada en una curva con un vado de cemento. Recorremos 500m más para llegar a la penúltima cancela, que da entrada al poblado de «La Santa», donde se aprecia la edificación de finales del siglo XIX, hoy totalmente en ruinas. Los últimos 500 m en descenso, nos llevan al cortijo de La Santa donde se pueden apreciar un importante yacimiento en el interior de una de las majadas.

## Fiestas locales
Las fiestas que contamos en nuestro municipio son las siguientes:
- Navidades: las semanas previas a la Navidad un grupo de campanilleros van cantando por las calles amenizándolas, además se realiza un Certamen de Campanilleros en el que actúan todos los grupos de Campanilleros de la localidad.

En las navidades también ser realiza un Portal de Belén Viviente y el Cartero Real.
- Cabalgata de Reyes Magos

- Carnavales: los carnavales se celebran durante el fin de semana que corresponda y consiste: El viernes es la presentación de la Diosa y Ninfas, el pregón y el concurso de comparsas, el sábado es el pasacalles con carroza incluida y durante el baile de por la noche se celebran el concurso de disfraces: individual y por grupo, el domingo es la fiesta infantil y para terminar se invita a los vecinos a una copa degustando la gastronomía típica de la localidad.

- Día de Andalucía: en este día (el 28 de febrero) se realiza un acto amenizado por los niños de la localidad que recitan poesías propias de este día y bailan sevillanas, con la actuación de coro rociero local. En dicho acto se hace entrega de unas placas honoríficas a vecinos del municipio por la labor realizada, para concluir se invitan a todos el municipio a una copa con aperitivo.

- Semana Santa: el domingo de Ramos sale en procesión la borriquita donde los niños de la localidad representan esto, el Jueves Santo es la procesión de Jesús de Nazaret acompañado por las Verónicas (acto donde tres jóvenes hacen menos doloroso el camino hacia el calvario, una le limpia el rostro donde se le queda plasmada su imagen, otra sujeta la corona de espinas en un cojín y la otra lleva la cruz), el Viernes Santo sale en procesión la Virgen de los Dolores.

- Cruces de Mayo: primero se realiza una Exposición floral para caracterizar el patio típico andaluz, esto durará unos quince días. Se realiza el concurso de cruces infantiles, donde los niños realizan sus cruces, la exponen y la pasean en procesión delante de un jurado que elige la cruz ganadora. Por último, se realiza una cruz en la plaza de la localidad, donde se realiza una ofrenda.

- Salida campestre: esta salida se hace en honor de San Antonio (la fecha de esto se cambió del 13 de junio al tercer fin de semana de mayo debido al calor). El sábado por la tarde se hace una concentración de carretas y caballistas para hacer el camino, una vez que todo este preparado se empieza con la marcha hasta la ribera del Cala que es donde se encuentra la imagen de San Antonio y se pasa el fin de semana todos en convivencia.

- Corpus Christi: en cada calle del pueblo se hacen descansos con alfombras florales donde el párroco de la localidad los va bendiciendo, este va acompañado en procesión con los niños de comunión y los vecinos.

- Los Pirulitos: esta fiesta está dedicada a San Juan (24 de junio), consiste en poner en medio de la plaza el Pirulito, con cuatro bidones con sus respectivos mástil tres a los lados y uno en el centro que fue donde se coloca el Pirulito (Pita), sobre las nueve de la noche se exponen los muñecos caracterizando vecinos de la localidad o personajes famosos, estos muñecos son confeccionados por los vecinos con virutas y paja, después, a media noche se le prenden fuego a los muñecos menos al ganador que es indultado.

- Semana Cultural: esta semana (en el mes de julio) consiste en realizar todo tipo de actividades culturales, como exposiciones, coloquios de cine, teatro, etc. y deportivas, como campeonatos de fútbol sala, baloncesto, etc.

- Festival Flamenco: dicho festival hace ya dos años que se realiza y está teniendo buena acogida por parte de los vecinos, ya que El Real de la Jara tiene mucha afición al flamenco, se suele realizar en el segundo sábado de agosto ya que el 15 de agosto es la patrona de la localidad, la Virgen de los Remedios, que sale en procesión.

Feria de San Bartolomé: consiste en una feria que dura cinco días en honor al patrón de la localidad.

## Turismo rural
El Real de la Jara es punto de referencia para el turismo rural en la Sierra Norte de Sevilla.
Es un lugar de paso por los peregrinos que vienen haciendo la Ruta de la Plata del Camino de Santiago, así como de visitantes que vienen atraídos por su gastronomía, sus paisajes únicos y sus famosas fiestas y su extensa historia.
En la actualidad[¿cuándo?] la oferta turística ha crecido por lo que se han incrementado el número de actividades a medida que puedes realizar en El Real de la Jara, tales como: talleres de cerámica, talleres de elaboración de quesos artesanos, paseos a caballo, catas de vino y jamón. Todo ello en enclaves únicos como el centro de interpretación de la Naturaleza que está ubicado en la Ribera del Cala, un sitio único para disfrutar de la naturaleza y la belleza de estos paisajes.
El número de personas que visitan El Real de la Jara crece año tras año por lo que la oferta de alojamientos rurales ha crecido ofreciendo albergues y hoteles rurales de gran calidad.